# Белые одежды (фильм)
«Бе́лые оде́жды» — многосерийный телевизионный фильм, снятый киностудией «Беларусьфильм» в 1992 году по одноимённому роману Владимира Дудинцева.

## Сюжет
Действие фильма разворачивается в конце 1940-х — начале 1950-х годов XX века. После окончательной победы академика Лысенко на Августовской сессии ВАСХНИЛ 1948 года в стане учёных-генетиков, селекционеров и агрономов происходит раскол. Большинство из них выбирает более выгодную и безопасную позицию, связанную с так называемой линией партии в биологической науке. Пренебрегая научной истиной, они дискредитируют себя как учёные.
И только отважные одиночки встают на трудный и опасный путь борьбы с насаждаемой сверху «лысенковщиной». Продолжая работать тайно, они руководствуются исключительно здравым смыслом и своим представлением о том, что есть истина.
Каждому учёному придётся сделать выбор между приспособленчеством и подвижничеством. Герою фильма, выбравшему высокое служение науке, лишь чудом удаётся уберечься от расправы, но горькие потери будут сопровождать его всю жизнь…

## В ролях
| Актёр                                            | Роль                                  |
| ------------------------------------------------ | ------------------------------------- |
| Валерий Гаркалин (озвучивает Леонид Белозорович) | Фёдор Иванович Дёжкин                 |
| Жанна Эппле                                      | Елена Владимировна Блажко             |
| Валерий Порошин                                  | Кассиан Дамианович Рядно              |
| Андрей Болтнев                                   | Иван Ильич Стригалёв («Троллейбус»)   |
| Алексей Булдаков                                 | Иннокентий Кондаков                   |
| Владимир Антоник                                 | Ким Савельевич Краснов                |
| Людмила Гурченко                                 | Антонина Прокофьевна Туманова         |
| Эрнст Романов                                    | академик Светозар Алексеевич Посошков |
| Юрий Смирнов                                     | Михаил Порфирьевич Свешников          |
| Владимир Мсрян                                   | генерал Ассикритов                    |
| Вадим Захарченко                                 | ректор Пётр Леонидович Варичев        |
| Владимир Сичкарь                                 | Саул Борисович Брузжак                |
| Сергей Барабанщиков                              | Ходеряхин                             |
| Наталья Егорова                                  | Ольга Сергеевна Посошкова             |
| Оксана Арбузова                                  | Женя Бабич                            |
| Лилиан Малкина                                   | Анна Богумиловна Побияхо              |
| Вячеслав Солодилов                               | Мадсен                                |
| Владимир Кашпур                                  | Василий Степанович Цвях               |
| Вацлав Дворжецкий                                | Натан Михайлович Хейфец               |
| Александр Демьяненко                             | Борис Николаевич Порай (дядик Борик)  |
| Леонид Белозорович                               | Тимур Егорович Киценко                |
| Николай Крюков                                   | Стефан Игнатьевич Вонлярлярский       |
| Людмила Аринина                                  | Вонлярлярская                         |
| Светлана Селезнёва                               | Анжела Шамкова                        |
| Валентин Белохвостик                             | Жуков-отец                            |
| С. Радзивил                                      | Жуков-сын                             |
| Александр Кашперов                               | тренер                                |
| Александра Завьялова                             | секретарша                            |
| Владимир Кисель                                  | Славка                                |
| Галина Макарова                                  | Прасковья                             |

## Съёмочная группа
- Авторы сценария: Владимир Дудинцев и Леонид Белозорович
- Режиссёр-постановщик: Леонид Белозорович
- Главный оператор: Александр Абадовский
- Операторы-постановщики: Сергей Милешкин и Анатолий Калашников
- Художник-постановщик: Владимир Дементьев
- Композитор: Александр Кобляков

## Восприятие
Киновед Александр Фёдоров отмечал: «Телесериал по нашумевшему роману Владимира Дудинцева „Белые одежды“ поставлен в традиционном реалистическом ключе с подробно выписанными характерами главных героев. Мир ученых-биологов тоталитарной эпохи представлен авторами как яркий слепок всей тогдашней жизни, где без конца боролись с враждебным западным влиянием, нарушениями „норм партийной жизни“, писали „наверх“ гневные анонимки и т. д. и т. п. Но фильм появился в телеэфире, когда волна всеобщих разоблачений и анализа „белых пятен“ истории уже пошла на спад, поэтому киносенсацией года не стал». По мнению культурного обозревателя «СБ. Беларусь сегодня» Валентина Пепеляева, именно в «Белых одеждах» Валерий Гаркалин сыграл одну из лучших своих киноролей. Актриса Лилиан Малкина вспоминала: «Последним моим фильмом в России стал сериал „Белые одежды“. Мне он очень понравился. Я вспоминаю с великой любовью режиссёра Лёню Белозоровича. Там я играла замечательную роль профессорши Побияхо, всю в орденах, с „Беломором“. Это была хорошая точка в российском кино».